# Österrikes domstolsväsen

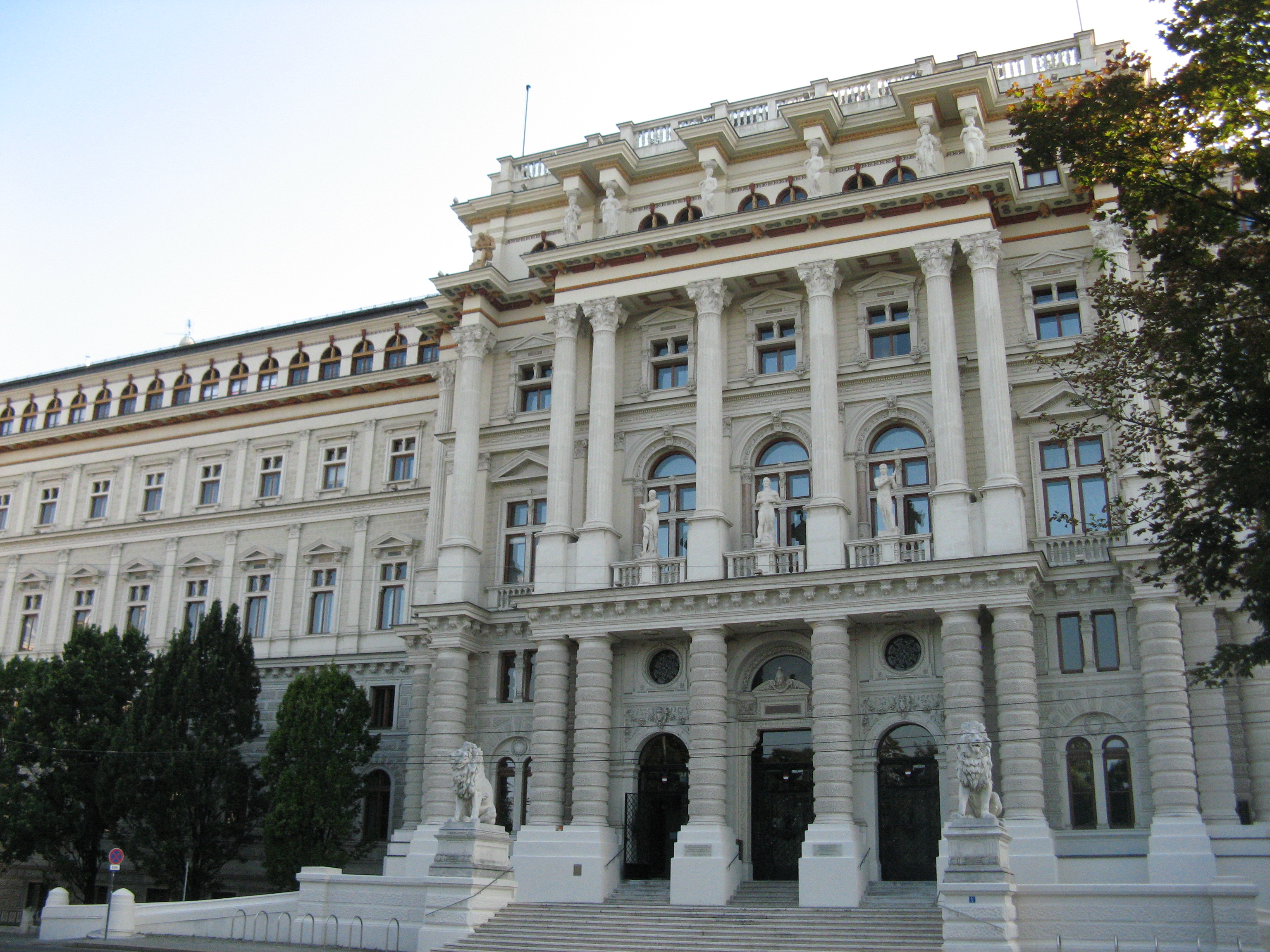
Oberster Gerichsthof har sitt säte i Justitiepalatset i Wien.

Österrikes domstolsväsen omfattar allmänna domstolar och offentlig-rättsliga domstolar (författningsdomstolen och förvaltningsdomstolen).
Det allmänna domstolssystemet är organiserat i fyra nivåer, men instansordningen omfattar bara tre nivåer:
- Bezirksgericht, ’distriktsdomstol’, (som det finns 119 stycken av) är domstol i första instans för mindre tvistemål (tvisteföremåls värde lägre än 15 000 euro), brottmål med lågt straffvärde (böter eller fängelse upp till ett år) samt bagatellmål. Dessutom är distriktsdomstolar ansvariga för exekutionsväsendet och fastighetsboken.
- Landesgericht, ’förbundslandsdomstol’, (20 stycken) är 
  1. domstol i första instans för tviste- och brottmål som inte kan prövas av distriktsdomstolar och för mål inom arbets- och socialrätt (Vid tvistemål leds rättegången av en domare eller en senat bestående av tre domare respektive två domare och en nämndeman beroende på tvistens art. Vid brottmål leds rättegången antingen av en domare eller en senat bestående av två domare och två nämndemän eller en jury bestående av tre domare och åtta jurymedlemmar beroende på brottet.)
  2. domstol i andra instans för tviste- och brottmål som prövas av distriktsdomstolar. (Rättegångar i andra instans avgörs av en senat bestående av tre domare.)
  3. ansvariga för handelsregister och konkursförfaranden.
- Oberlandesgericht, ’överförbundslandsdomstol’, (4 stycken) är domstol i andra instans för tvistemål och för brottmål som avgjorts av en enda domare i Landesgericht. I brottmål som dömdes av en senat eller en jury i första instans kan bara överklaganden mot straffets omfattning behandlas i Oberlandesgericht.
- Oberster Gerichsthof i Wien är Österrikes högsta domstol. Den högsta domstolen är domstol i tredje respektive andra instans för brottmål som avgjorts av en senat eller en jury. Beroende på mål dömer en senat bestående av fem domare, i vissa fall tre eller elva domare.

Det finns även utländska domstolar som kan pröva om landets domar avkunnats i enighet med unionsrätt eller konventionsrätt. Dessa domstolar utgör ingen överrätt och en part kan därför inte överklaga en inhemsk dom som är avkunnad av sista instans eller vars prövningstillstånd avslagits. Sådana domstolar är:
- Europeiska unionens domstol i Luxemburg, som dömer och gör uttalanden enligt unionsrätten.
- Europeiska domstolen för de mänskliga rättigheterna (Europadomstolen) i Strasbourg, som dömer efter Europeiska konventionen om skydd för de mänskliga rättigheterna och de grundläggande friheterna.
- Internationella brottmålsdomstolen i Haag.